# Love To See You Cry
Love to See You Cry es el tercer sencillo lanzado por el cantautor español Enrique Iglesias de su segundo álbum de estudio Escape. La canción fue escritar por Mark Taylor, Enrique Iglesias, Paul Barry y Steve Torch, y producida por Lester Mendez. El sencillo fue lanzado el 3 de junio de 2002 en el Reino Unido.

## Listado de la Pista
UK CD1
1. "Love To See You Cry" (Versión en álbum) - 4:05
2. "Sad Eyes" (Versión en álbum) - 4:08
3. "Love To See You Cry" (Metro Mix) - 6:19
4. "Love To See You Cry" (Video) - 4:05

UK CD2
1. "Love To See You Cry" (Versión en álbum) - 4:05
2. "Experiencia Religiosa" (Versión en álbum) - 5:28
3. "Only You" (Video) - 3:40

francés CD Sencillo
1. "Love To See You Cry" (Versión en francés) - 4:05
2. "Love To See You Cry" (Versión en álbum) - 4:05

## Posicionamiento
| Listas (2002)                             | Posición en la lista |
| ----------------------------------------- | -------------------- |
| Australian ARIA Singles Chart             | 61                   |
| Canadá Top 40                             | 18                   |
| Francia Top 40                            | 17                   |
| Grecia Top 20                             | 16                   |
| Italia Top 40                             | 34                   |
| Irlanda Top 20                            | 14                   |
| Nueva Zelanda Top 40                      | 26                   |
| Países Bajos Top 40                       | 25                   |
| Portugal Top 20                           | 5                    |
| Rumanían Top 100                          | 2                    |
| España Top 20                             | 19                   |
| UK Top 75                                 | 12                   |
| US Billboard Hot Canadian Digital Singles | 17                   |